# Оггельсхаузен
Оггельсхаузен (нем. Oggelshausen) — община в Германии, в земле Баден-Вюртемберг. 
Подчиняется административному округу Тюбинген. Входит в состав района Биберах.  Население составляет 956 человек (на 31 декабря 2018 года). Занимает площадь 13,12 км².